# Pedro Rubiano Sáenz
Pedro Rubiano Sáenz   (Cartago, 13 de setembre de 1932 - Bogotà, 15 d'abril de 2024) va ser un cardenal de l'Església Catòlica que fou arquebisbe de Bogotà.

## Biografia
Rubiano Sáenz estudià a Popayán abans de ser ordenat prevere el 8 de juliol de 1956. Realitzà ministeri pastoral entre 1956 i 1971, fundant les parròquies de San Pedro Claver i de Nuestra Señora de la Providencia. Serví com a tresorer i vicari pastoral de l'arxidiòcesi de Cali i com a vicerector de l'escola major Santiago de Cali.
L'any 1971 va ser nomenat bisbe de Cúcuca. Va ser consagrat només 15 anys després de la seva ordenació al presbiterat i just al límit canònic marcat, l'11 de juliol de 1972 a Cali, per l'arquebisbe Angelo Palmas, nunci apostòlic a Colòmbia. Va ser nomenat arquebisbe coadjutor de Cali l'any 1983 i enviat a la seu metropolitana i primada de Bogotà el 27 de desembre de 1994. Entre 1990 i 1996 presidí la Conferència Episcopal Colombiana.
El papa Joan Pau II proclamà Rubiano Sáenz cardenal prevere de la Trasfigurazione di Nostro Signore Gesù Cristo al consistori celebrat el 21 de febrer de 2001. El 2002 va ser elegit de nou President de la Conferència Episcopal Colombiana. Al 2005 participà en el conclave que elegí el papa Benet XVI. La dimissió del cardenal Rubiano Sáenz com a arquebisbe de Bogotà va ser acceptada pel Papa Benet el 8 de juliol de 2010. Va ser administrador apostòlic de l'arxidiòcesi fins a la instal·lació del seu successor, l'arquebisbe Rubén Salazar Gómez, el 13 d'agost de 2010.

## Opinions
El cardenal Rubiano Sáenz va demanar a totes les associacions provida mundials en un esforç massiu de pregària per tal que l'avortament no fos legalitzat al país. Advertí que el procediment condueix automàticament a l'excomunió.
El cardenal Rubiano Sáenz expressà la seva oposició al President conservador Álvaro Uribe a què es presentés a la reelecció el 2010.
El cardenal Rubiano Sáenz afirmà que la intervenció del president veneçolà Hugo Chávez no era necessària per assolir un acord sobre l'intercanvi de presoners amb les Forces Armades Revolucionàries de Colòmbia.